# Lassina Traoré (Fußballspieler, 2007)
Lassina Traoré (* 10. Januar 2007) ist ein burkinischer Fußballspieler.

## Karriere

### Verein
Traoré begann seine Karriere beim Rahimo FC. Im Januar 2025 wechselte Traoré zum österreichischen Bundesligisten FC Red Bull Salzburg, bei dem er einen bis 2029 laufenden Vertrag erhielt. Bei den Salzburgern sollte er aber zunächst für das zweitklassige Farmteam FC Liefering spielen.
Sein Debüt für Liefering in der 2. Liga gab Traoré im Februar 2025, als er am 17. Spieltag der Saison 2024/25 gegen den SV Lafnitz in der Startelf stand. Im Mai 2025 stand er gegen den SK Rapid Wien erstmals im Bundesligakader der Salzburger.

### Nationalmannschaft
Traoré nahm 2023 mit der burkinischen U-17-Auswahl am Afrika-Cup teil. Burkina Faso beendete das Turnier als Dritter, Traoré kam in fünf Spielen des Landes zum Zug. Durch den dritten Platz war das Land auch für die WM im selben Jahr qualifiziert, für die Traoré ebenfalls nominiert wurde. Dort schieden die Burkiner aber bereits in der Gruppenphase aus, Traoré absolvierte alle drei Partien.